# Vind (musikalbum)
Vind är ett musikalbum av Ale Möller, Sten Källman och Thomas Ringdahl, utgivet 1994 av Xource Records. Trion känner varandra sedan tidigare ifrån bandet Filarfolket. Det här albumet är en hyllning till de två skandinaviska spelmännen Hans W. Brimi, från Lom i Gudbrandsdalen, Norge, och Röjås Jonas från Boda i Dalarna. Låtarna 1-5, 11-14 är efter Hans W. Brimi och låtarna 6-10, 15-19 är efter Röjås Jonas.

## Låtlista
Alla låtar är traditionella om inget annat anges.
1. "Klåvåheilagt" (Hans W. Brimi) – 3:26
2. "Skålhallingar" – 3:30
3. "Gauketrall/Vigstadmoin" – 2:33
4. "Lagum leik" – 1:36
5. "Jakup Lom" – 2:23
6. "Mikaelidagen/Klabblåten" – 2:34
7. "Finn Hanses gånglåt" – 2:05
8. "Tre strömmingar" – 2:13
9. "Födelsedagsvisan/Gråtlåten" – 3:01
10. "Fars lilla" – 2:40
11. "Liabekken/Gammel-Husin/Sylfest Mork" (Sjugard Garmo e. Hans W. Brimi/Trad./Trad.) – 4:07
12. "Måns Nerhole" – 2:02
13. "Munnharpevals" – 2:00
14. "Gjermundhalling" – 3:29
15. "Dräng Jerkpolska" – 2:01
16. "Jubelskägget" (Röjås Jonas) – 2:37
17. "Köpmanpolska" – 3:28
18. "Guns brudvals" (Röjås Jonas) – 1:57
19. "Havamal" (Röjås Jonas) – 3:48

Total tid: 52.26
- Arrangemang:
- Möller (1, 2, 3b, 7, 10, 11b, 14)
- Möller, Källman (3a)
- Möller, Källman, Ringdahl (4, 5, 6b, 8, 9b, 11a, 11c, 12, 13, 16-18)
- Röjås Jonas (19)

## Medverkande
- Ale Möller — trumpet (1-3, 7, 9, 14, 17, 19), flygelhorn (6, 8, 10, 11, 16, 19), munspel (12, 18), säljflöjt (13, 14), mungiga (4, 13), skalmeja (5)
- Sten Källman — barytonsaxofon (1-4, 6b, 7-11, 14-17, 19), sopraninosaxofon (5), tvärflöjt (12, 13, 18)
- Thomas Ringdahl — sopransaxofon (1, 2, 3b, 4, 5, 6b, 7, 8, 9b, 10-12, 14, 16-19), härjedalspipa (13)